# Roskilde Festival 2006
Roskilde Festivalen blev i 2006 afholdt fra den 25. juni til den 2. juli. En permanent badesø blev introduceret dette år.

## Musikgrupper
- 200 (FO)
- Acustic (DK)
- Amplifier (UK)
- Anga Diaz Echu Mingua (CUB)
- Steve Angelo (S)
- Animal Collective (US)
- Arctic Monkeys (UK)
- Astral Projection Session (DK)
- Badun (DK)
- Kenneth Bager & Hess Is More (DK)
- Balkan Beat Box (US/UKR/ISR)
- Band Ane (DK)
- Barra Head (DK)
- Bellowhead (UK)
- Birdy Nam Nam (FR)
- Blossom Orange (FR)
- Bola 8
- Buda (DK)
- Bullet For My Vallentine (WAL)
- Burst (S)
- Cabruêra (BRA)
- The Cheaters (NO)
- Chris Lee (NO)
- Dorit Chrysler (A/US)
- Ba cissoko (GUI)
- Clap Your Hands Say Yeah (US)
- Coheed and Cambria (aflyst)
- Coldcut (UK)
- Death Cab for Cutie (US)
- Deftones (US)
- Deltahead (S)
- Deus (BE)
- Toumani Diabaté's Symmetric Orchestra (MALI)
- Diplo vs. A-Trak (US/CAN)
- Disco Ensemble (FIN)
- DK7 (IRL/S)
- Jakob Domino (DK)
- Bob Dylan (US)
- Dälek (US)
- Dúné (DK)
- Editors (UK)
- Eivør (FO)
- Evergrey (S)
- The Ex (NL)
- EX PXM (DK)
- Fat Freddys Drop (NZ)
- Chuck Fenda & The Living Fire Family (JAM) (Aflyst)
- Figurines (DK)
- Five Corners Quintet (FIN)
- Floetry (UK) (aflyst)
- Four Tet & Steve Reid (UK/US)
- Franz Ferdinand (UK)
- Free Hole Negro (CUB)
- Front 242 (BE)
- George Clinton Parliament/Funkadelic (US)
- Gogol Bordello (US/UKR/ISR)
- Goldfrapp (UK) (aflyst)
- Pete Gooding (UK)
- Christophe Goze (FR)
- DJ Grazzhoppa's DJ Bigband (BE)
- Guns N' Roses (US)
- Hammond Rens (DK/US)
- Happy Mondays (UK)
- Hatesphere (DK)
- HIM (FIN)
- Hinsidan (DK/S)
- Hanna Hukkelberg (NO)
- Hyper (UK)
- Immortal Technique (US)
- Infadels (UK)
- Jab Mica och El (DK)
- JR Ewing (NO)
- Kaizers Orchestra (NO)
- Kashmir (DK)
- Lagwagon
- L.O.C. (DK)
- Mad Caddies (US)
- Madvig (DK)
- Magtens Korridorer (DK)
- Mi & l'Au (FIN/FR)
- MikkelModulererMarius (DK)
- Nicolai Molbeck (DK)
- Morrissey (UK)
- Annie Nightingale (UK)
- Alva Noto & Ryuichi Sakamoto (D/JAP)
- Opeth (S)
- Placebo (UK)
- Primal Scream (UK)
- Raz Ohara (DK)
- Rúben Ramos and The Mexican Revolution (MEX/US)
- Michael Rune & Kasper Krump (DK)
- Dj Ronin (DK)
- Josh Rouse (US)
- Rumpistol (DK)
- Scissor Sisters (US)
- Seeed (G)
- Serena-Maneesh (N)
- Sergent Garcia (FR)
- The Seven Mile Journey (DK)
- Anoushka Shankar (IND)
- Shout Out Louds (S)
- Sigur Rós (ISL)
- Silver Jews (US)
- Skin (UK)
- Allan Skov – Soulclub (DK)
- DJ Sneak (US)
- Solár (DK)
- Snöleoparden (DK)
- Song To The Siren (DK)
- Sonny Loose (DK)
- Spank Rock (US)
- Spleen United (DK)
- Stella Polaris Sound System (DK)
- Sterling (DK)
- The Streets (UK)
- The Strokes (US)
- Superdiscount Live feat. Étienne de Crécy, Alex Gopher og Julien Delfaud (FR)
- Tech N9ne (US)
- The Thing (N/S)
- Joakim Thåström (S)
- Tied & Tickled Trio (D)
- Tiga (CAN)
- Tool (US)
- Track72 (DK)
- Trivium (US)
- Two Gallants (US)
- Under Byen (DK)
- The Unit (DK)
- Jens Unmack (DK)
- Up Hygh (S)
- Veto (DK)
- Ricardo Villalobos (CHL(D)
- Vincent Van Go Go (DK)
- Volbeat (DK)
- Vong Ngyet/Wishing Upon The Moon (VNM/DK)
- Rufus Wainwright (US)
- Martha Wainwright (US)
- Roger Waters (UK) (Fremførte Pink Floyds Dark Side Of The Moon)
- Kanye West (US)
- Who Made Who (DK)
- Why?
- Jenny Wilson (S)
- Wir sind Helden (D)
- Wolfkin (DK)
- Wolfmother (AUS)
- Yellowish (DK)
- Zdob Si Zdub (MDA)

Natasja & Ragga Pack